# 울릉 통구미 향나무 자생지
울릉 통구미 향나무 자생지는 대한민국 경상북도 울릉군 통구미에 있는, 향나무 자생지이다. 대한민국의 천연기념물 제48호로 지정되어 있다.
향나무는 대한민국 중부 이남을 비롯해 울릉도와 일본 등에 분포하고 있으며 상나무·노송나무로도 불린다. 이 나무는 강한 향기를 지니고 있어 제사 때 향을 피우는 용도로 쓰이며, 정원수·공원수로 많이 심는다.

## 같이 보기
- 통구미항